# Spigno Saturnia
Spigno Saturnia is een gemeente in de Italiaanse provincie Latina (regio Latium) en telt 2810 inwoners (31-12-2004). De oppervlakte bedraagt 38,7 km², de bevolkingsdichtheid is 70 inwoners per km².

## Demografie
Spigno Saturnia telt ongeveer 994 huishoudens. Het aantal inwoners steeg in de periode 1991-2001 met 10,5% volgens cijfers uit de tienjaarlijkse volkstellingen van ISTAT.
| Jaar | Inwoneraantal |
| ---- | ------------- |
| 1991 | 2460          |
| 2001 | 2719          |

## Geografie
Spigno Saturnia grenst aan de volgende gemeenten: Ausonia (FR), Coreno Ausonio (FR), Esperia (FR), Formia, Minturno.
De stad Spigno Saturnia bestaat uit twee dorpen:
Spigno Superiore of Spigno Vecchio ligt op de oostelijke helling van de berg Petrella (1533 m), met panoramisch uitzicht. Het ligt op 375 m boven de zeespiegel; er liggen ruïnes van een oud kasteel.
Spigno Inferiore of Spigno Nuovo is de hoofdplaats en ligt op 146 m hoogte en is na de Tweede Wereldoorlog gebouwd naast de Strada Statale 630.
De rivier Ausente, die op de berg Fammera ontspringt, stroomt door het gemeentelijke grondgebied.
Aprilia · Bassiano · Campodimele · Castelforte · Cisterna di Latina · Cori · Fondi · Formia · Gaeta · Itri · Latina · Lenola · Maenza · Minturno · Monte San Biagio · Norma · Pontinia · Ponza · Priverno · Prossedi · Rocca Massima · Roccagorga · Roccasecca dei Volsci · Sabaudia · San Felice Circeo · Santi Cosma e Damiano · Sermoneta · Sezze · Sonnino · Sperlonga · Spigno Saturnia · Terracina · Ventotene